# Ted Forrest
Ted Forrest (Syracuse, 24 september 1964) is een professionele pokerspeler uit de Verenigde Staten. Hij won tijdens de World Series of Poker (WSOP) 2014 voor de zesde keer een WSOP-titel. Drie daarvan won hij in één editie, de World Series of Poker 1993. Forrest won in maart 2007 het Bay 101 Shooting Stars-toernooi en daarmee ook zijn eerste titel in een hoofdtoernooi van de World Poker Tour.
Forrest verdiende tot en met juli 2011 meer dan $6.000.000,- in pokertoernooien (cashgames niet meegerekend)

## Trivia
- Forrest maakte van 2001 tot en met 2004 deel uit van gelegenheids-pokerteam The Corporation.
- Forrest was te zien in seizoen 1 en 2 van het tv-programma High Stakes Poker.

## World Series of Poker bracelets
| Jaar | Toernooi                 | Prijs      |
| ---- | ------------------------ | ---------- |
| 1993 | $1.500 Razz              | $77.400,-  |
| 1993 | $1.500 Omaha 8 or better | $120.000,- |
| 1993 | $5.000 Seven Card Stud   | $114.000,- |
| 2004 | $1.500 Seven Card Stud   | $111.440,- |
| 2004 | $1.500 No Limit Hold'em  | $300.300,- |
| 2014 | $1.500 Seven-Card Razz   | $121.196,- |